# Neobidessus phyllisae
Neobidessus phyllisae är en skalbaggsart som beskrevs av Young 1981. Neobidessus phyllisae ingår i släktet Neobidessus och familjen dykare. Inga underarter finns listade i Catalogue of Life.